# 約西皮夫卡 (卡緬涅茨-波多利斯基區)
49°2′59″N 26°15′47″E / 49.04972°N 26.26306°E
約西皮夫卡（烏克蘭語：Йосипівка），是烏克蘭西部的村莊，隸屬赫梅利尼茨基州的卡緬涅茨-波多利斯基區。該村處於穆哈河畔，始建於1586年，面積0.23平方公里，海拔高度271米，2001年人口22。